# Green Island (New York)
Green Island város az USA New York államában, Albany megyében. Lakosainak száma 2934 fő (2020. április 1.).

## Népesség
A település népességének változása:

| 2010 | 2 620 |
| 2020 | 2 934 |